# Шмітсгаузен
Шмітсгаузен (нім. Schmitshausen) — громада в Німеччині, розташована в землі Рейнланд-Пфальц. Входить до складу району Південно-Західний Пфальц. Складова частина об'єднання громад Таляйшвайлер-Вальгальбен.
Площа — 4,49 км2. Населення становить 395 ос. (станом на 31 грудня 2020).

## Галерея

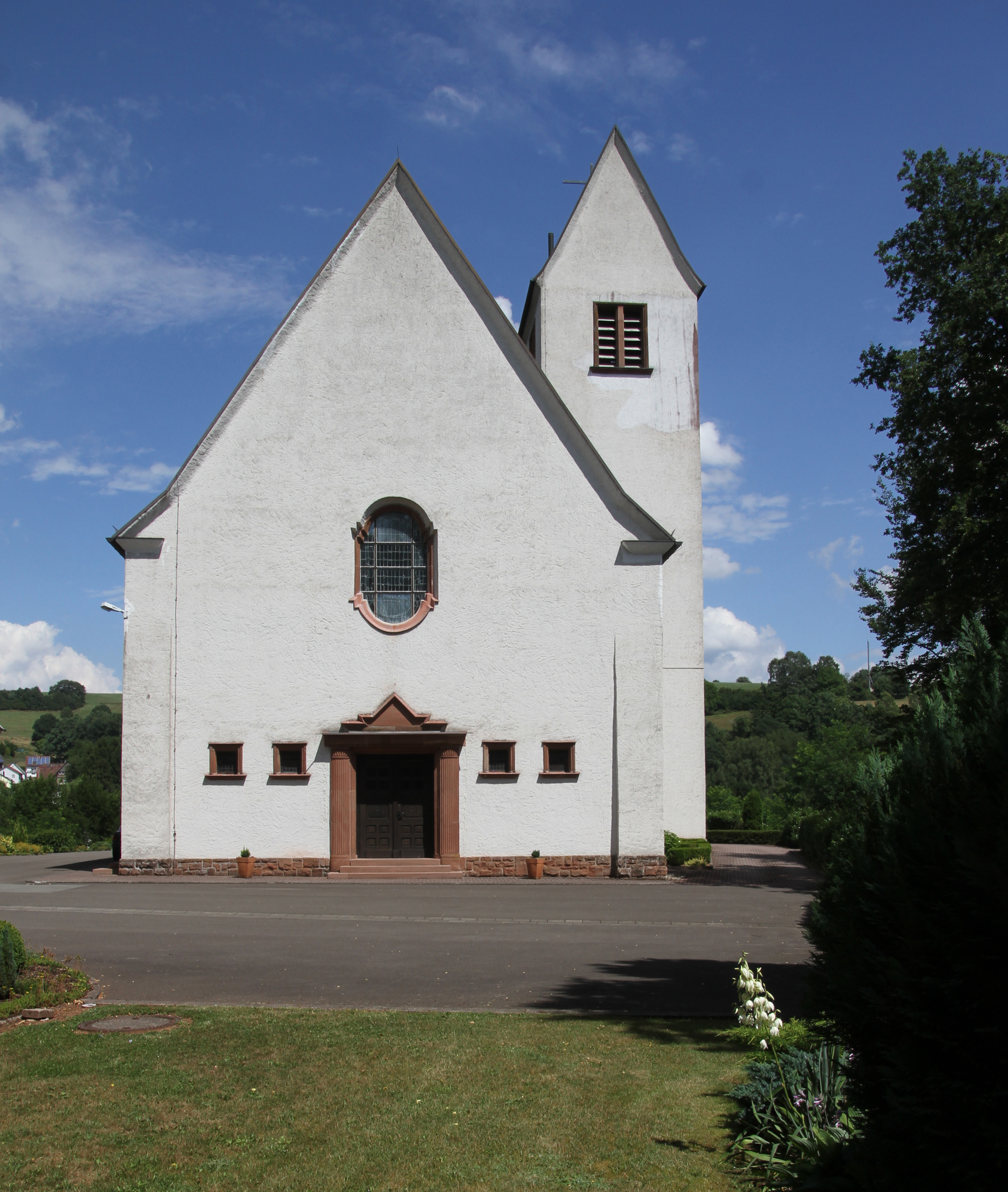
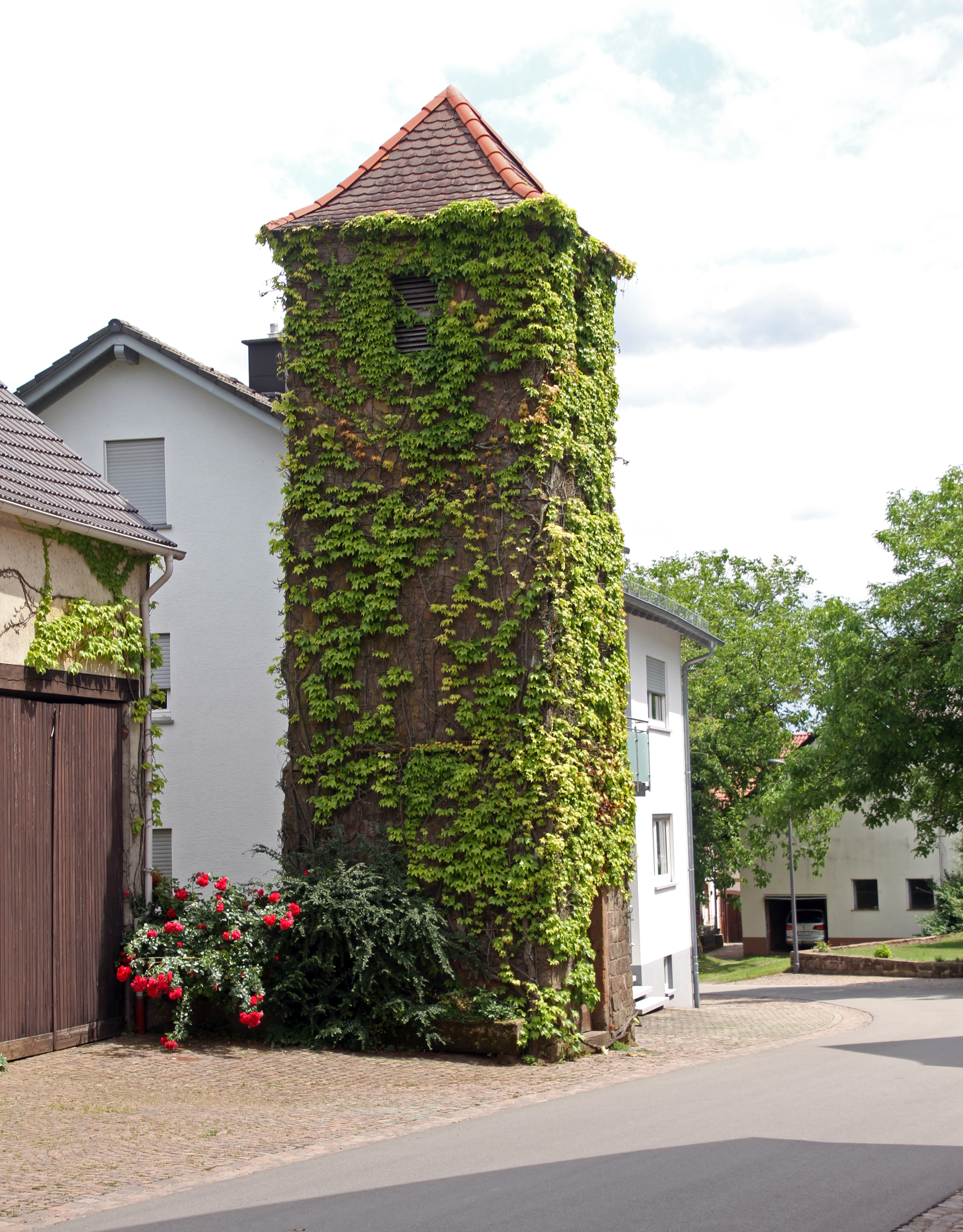
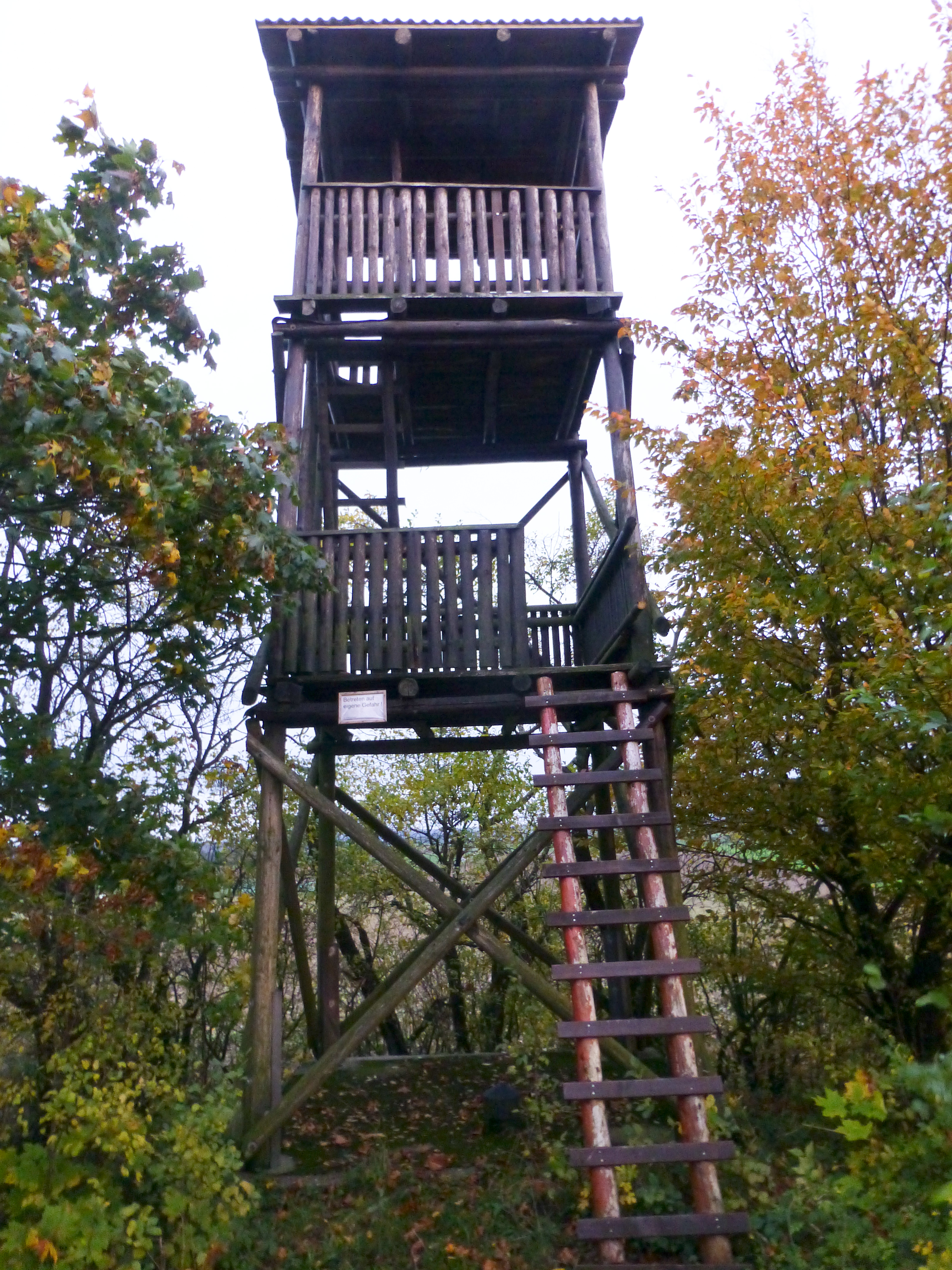